# Джон Августін Ембрі
Джон Августін Ембрі (англ. John Augustus Embry) (1889–1961) — американський дипломат. Консул США в Одесі у 1915—1918 роках.

## Життєпис
Народився 20 липня 1889 року в християнському повіті, штат Кентуккі, США. Син Уоллеса та Саллі (Купер) Естілл. У 1908 році закінчив Західну академію, Лос-Анджелес, Каліфорнія, бакалавр мистецтв. У 1915 році Гарвардський коледж, А. В.
У 1915—1918 рр. — Віце-консул США у Одесі;
У 1918 році — Консул США у Владивостоці та Омську;
У 1919 році — Консул США в Іркутську;
У 1926—1930 рр. — асистент комерційного аташе Посольства США у Відні, Австрія.
З 1930 року призначений торговельним комісаром, Вінніпег, Канада.
У 1943 році — Консул США у Кочабамба;
У 1961 році помер. Похований на Дадському міському цвинтарі, Дад Сіті, штат Флорида.

## Сім'я
- Дружина — Марион Х. Паркер, 17 січня 1927 р., Відень, Австрія.